# ماجد ياسين
ماجد ياسين فنان وممثل كوميدي عراقي. مواليد 15 شباط/فبراير 1959.

## السيرة
لقب (أبو حنج)، بدأت شهرته بالتمثيل عام 1996م، حينما اختير بديلاً عن أحد الممثلين الرئيسيين في إحدى العروض المسرحية، الذي تغيب عن الحضور مما جعل مخرج المسرحية اختياره لانقاذ الموقف واستمرار العرض، حيث كان ماجد يشغل مهنة بيع الشاي للجمهور في نفس المسرح، وهي مهنة محترمة ومشرفة، إضافة إلى إسلوبه الريفي الخاص والمحبب اثناء تقديمه الشاي، وهذا الاسلوب هو الذي اجتذب المخرج على اختياره لسد الفراغ، وهكذا حصل على أول دور له في هذا العرض المسرحي، والذي نال على نسبة عالية من اعجاب المشاهدين في العراق لادائه الدور باسلوب كوميدي ساخر.

## فترة التمثيل التجاري
وهو يعتبر من ضمن موجة الممثلين التجاريين، في فترة كساد المسرح العراقي الفني العريق، أيام الفنانين الكبار  يوسف العاني، وحقي الشبلي، وأسعد عبد الرزاق، وخليل الرفاعي، وبهجت الجبوري، وراسم الجميلي، ونزار السامرائي، وجواد الشكرجي، ومحمود أبو العباس، ومكي عواد، ومقداد عبد الرضا، وسعدية الزيدي، وامل طه، وليلى محمد، والتفات عزيز، وغيرهم.

## فترة مابعد 2003
حيث اتسمت فترة ما بعد احتلال العراق عام 2003م، بتدهور الحركة الفنية العراقية بمختلف اشكالها، ومنها الحركة المسرحية، وكثرت هجرة الفنانين العراقيين، إلى خارج العراق، خوفا من الحرب الطائفية، ولكون بعضهم من المحسوبين على النظام الحاكم السابق في العراق، وكانت النتيجة ظهور المسرحيات التجارية، التي تهدف لاضحاك الجماهير، بالنكتة والسخرية من فئات عراقية ذات لكنة ولهجة ريفية وجنوبية، للحصول على ايرادات مالية سريعة، بسبب انحسار الأعمال الفنية الهادفة، وكان من ضمن ممثلين هذه الموجة ماجد ياسين، ووليد حسن، وخضير أبو العباس، وصلاح مونيكا، وسعد خليفة، وصباح الهلالي، وزهير محمد رشيد،  وسولاف، وميس قمر، وبشرى إسماعيل، وعلي جابر، وعلي حنون. شارك في العديد من المسرحيات والمسلسلات الكوميدية، وكذلك قَدَّم برامج تلفزيونية عديدة، منها البرنامج العراقي الشهير، كاريكاتير، وهو برنامج عراقي كوميدي، يعرض على قناة الشرقية، كان يبث ظهيرة كل جمعه طيلة عام 2004م، وحقق هذا البرنامج نجاحا في وقتها حيث جذب اليه انظار العراقيين لعرضه المواضيع الاجتماعية، باسلوب ساخر ريفي.

## من أعماله

### المسلسلات التلفزيونية
- مسلسل جريش ومريش

- مسلسل حب في الهند

- مسلسل كاريكاتير

- مسلسل ماضي ياماضي

- مسلسل جحا الفيدرالي

- مسلسل بيت الطين

- مسلسل مبروك ولكن

- مسلسل شندل ومندل

- مسلسل على باب الله

### البرامج التلفزيونية
- برنامج مو ناسين مع أبو ياسين

- برنامج أكو فد واحد

- برنامج اربح مع ماجد

- برنامج دكة باب

## المسرحيات
- مسرحية شده وتزول

- مسرحية انتربيت

- مسرحية بطيخ في المريخ

- مسرحية ورث بابا خرابة

- مسرحية كنتاكي

- مسرحية مساج الخير

- مسرحية الزواحف

- مسرحية حفلة لسيد محترم

- مسرحية بيت وخمس نسوان

- مسرحية طابخين النومي

- مسرحية اللي يريد الحلو

- مسرحية شوك عيني

- مسرحية بين مريدي ولندن

- مسرحية  الباي كطع الماي